# 怪獸總進擊
《怪獸總進擊》（日文原名：怪獣総進撃）是1968年12月20日上映的日本電影，哥斯拉系列電影的第9部作品，日本觀眾人數達到258萬人。

## 劇情概要
20世紀末，人類在小笠原群島建立起怪獸島，並將過去肆虐地球的怪獸全部集中在怪獸島上進行管理，一天怪獸島遭到外星人的襲擊，怪獸島基地的成員全數下落不明，怪獸們也遭到外星人控制開始四處肆虐！哥吉拉大鬧紐約，拉頓飛往莫斯科，哥羅龍從凱旋門地下鑽出，摩斯拉破壞北京，曼達和巴拉剛分別出現在倫敦和巴黎，之後在外星人的控制下，哥吉拉、拉頓、曼達、摩斯拉一同破壞了東京，世界各大都市因為怪獸的攻擊而損失慘重，而人類正極力找出能夠對付外星人並使怪獸脫離外星人控制的辦法...

## 登場怪獸
- 哥吉拉
- 安基拉斯
- 魔斯拉（幼蟲）
- 拉頓
- 王者基多拉
- 曼達
- 庫蒙加
- 迷你拉
- 哥羅龍
- 巴朗
- 巴拉剛

## 演員
- 山邊克男:久保明
- 真鍋杏子:小林夕岐子
- 吉田博士:田崎潤
- 大谷博士:土屋嘉男
- 基拉克斯星人:愛京子
- 多田少佐:伊藤久哉
- 杉山警備指令:田島義文
- 史蒂芬博士:安德魯.休斯
- 國際警察刑事:桐野洋雄
- 黑岩信:黑部進
- 福澤俊夫主播：池谷三郎

## 製作人員
- 監製:田中友幸
- 監督:本多猪四郎
- 特技監修:圓谷英二
- 特技監督:有川貞昌
- 腳本:馬淵薫,本多猪四郎
- 音樂:伊福部昭
- 哥吉拉:中島春雄
- 迷你拉:マーちゃん
- 王者基多拉:內海進
- 安基拉斯:關田裕、渡辺忠昭
- 拉頓:荒垣輝雄
- 哥羅龍:關田裕